# Gregorio de Auxerre
Gregorio de Auxerre (455 - Auxerre, 540) , fue un obispo francés que gobernó la sede de Auxerre. Es venerado como santo por la Iglesia Católica, su fiesta se celebra el 19 de diciembre.

## Hagiografía
Gregorio nació en el 455. Gobernó la diócesis de Auxerre por 13 años, desde su ordenación en el 455 hasta su muerte. Fue precedido por Teodosio y sucedido luego de su muerte por Optato.
Falleció en el 540 a los 85 años de muerte natural. Fue enterrado en la cripta de San Germano y sus restos fueron exhumados en por el obispo Domenico Séguier en 1635 para su reconocimiento.